# أمل قطامي
أمل مراد إبراهيم قطامي (19 ديسمبر 2000) منشدة أردنية بدأت نشاطها عام 2006.

## مشوارها الفني
بدأت مشوارها الفني في عمر ست سنوات، وكان أول ظهور لها على قناة طيور الجنة. ثم انتقلت منها إلى قناة راما الفضائية، ومن بعدها إلى قناة كراميش الفضائية. حصلت على العديد من الجوائز، منها الجائزة الفضية لكليب "تحلى الدنيا". في 1 سبتمبر 2013 التزمت بالحجاب لاستقبال العام الدراسي (2013 - 2014) تحت شعار "تاجي حجابي" فتوقفت عن تسجيل الأناشيد وتصوير الكليبات واستكملت مشوارها بتقديم البرامج. أُطلق عليها عدة ألقاب مثل "أميرة الشاشة"، "أميرة الحجاب"، و"السنوايت"، وهي صاحبة أكبر قاعدة جماهيرية على قناة كراميش.

## من أعمالها
- ما أحلاكي (مع عمر الصعيدي)
- يا سلام تكبيرات العيد
- تحلى الدنيا (مع أحمد دعسان)
- شرط جزائي (مع أحمد دعسان)
- حلوة الدنيا
- حوار الحجاب (مع أيمن رمضان)
- جوانا صوت (مع أحمد عسان)
- مصري (مع أحمد عسان)
- رمضان حياتي (مع أحمد عسان)
- انا فرحان
- هي صلاتي
- طيري وعلي يا حمام
- أيام زمان
- شبرة قمرة
- الأندبوري
- شي بيزعل (مع عبد القادر صباهي)
- انا زي الناس
- نحن مسلمون (مع مجاهد هشام)
- السبوع (مع نجمات كراميش)
- إنزل عندي يا قمر
- بنات وأولاد (مع نجمات كراميش، عبد القادر صباهي)
- صوصو بطني (مع نجمات كراميش)
- آخر العنقود (مع نجمات كراميش)
- طل القمر
- حريقة
- طيري يا طيارة
- كلنا كراميش (مع فرقة كراميش)
- احنا الأطفال (مع نجمات كراميش)
- جـاي على بالي
- الحروف
- عـالمايـا (مع عبد القادر صباهي)
- يا رب العالمين
- ألفين مبروك
- وادي نجحنا
- صلو عالنبي
- الصحاب
- آخر المشوار

## الألبومات
- ألبوم تحلى الدنيا
- ألبوم هي صلاتي

## وصلات خارجية
- قناة كراميش الفضائية
- منتديات أمولة قطامي